# Ed Harcourt
Edward Henry Richard Harcourt-Smith, conocido como Ed Harcourt, es un músico y compositor británico nacido el 14 de agosto de 1977 en Lewes (Sussex Oriental, Inglaterra).  Hasta la fecha ha publicado seis álbumes de estudio, dos EP, y trece sencillos. Su álbum debut, Here Be Monsters, fue nominado en 2001 a los Mercury Prize. Su música está influenciada por artistas como Tom Waits, Nick Cave o Jeff Buckley, entre otros.

## Vida personal
Harcourt es el menor de los tres hermanos, su padre es un oficial del Ejército Británico de ascendencia aristocrática. Es sobrino-nieto de la gastrónoma Elizabeth David y de Nicholas Ridley, Baron Ridley de Liddesdale. Su hermano es el reconocido paleontólogo William Harcourt-Smith. Está casado con Gita Harcourt-Smith, cantante y compositora de The Langley Sisters. La pareja tiene dos hijos, una niña llamada Roxy, y un niño llamado Franklyn.

## Carrera musical
Antes de comenzar su carrera como solista, Harcourt tocó el bajo y los teclados con "Snug", una banda formada a mediados de los 90 por él mismo, James Deane, Ed Groves, y Johnny Lewsley. La banda grabó dos álbumes y un puñado de sencillos juntos antes de disolverse.
En 2000, Harcourt grabó su debut en solitario con el miniálbum Maplewood directamente con una grabadora multipista en la mansión de su abuela en Sussex. Tras firmar con Heavenly Records y publicar Maplewood en noviembre de 2000, Harcourt grabó su álbum de estudio del debut Here Be Monsterscon los productores Gil Norton y Tim Holmes. El álbum fue lanzado en junio de 2001, y alcanzó la posición 84 en el UK Albums Chart. Un mes después de su publicación, el álbum fue nominado los Mercury Prize de 2001.
En octubre de 2002, Harcourt publica una versión del tema de Brian Wilson, "Still I Dream of It", coincidiendo con este lanzamiento, graba su segundo álbum From Every Sphere que se publica en febrero de 2003. El álbum se convirtió en su mayor éxito de ventas en el Reino Unido, alcanzando el puesto número 39 de las listas británicas. En el resto de Europa también tuvo muy buena acogida, llegando al puesto número 6 en Suecia, el 25 en Noruega, y el 103 en Francia.  Del álbum From Every Sphere se extrajeron dos sencillos, "All of Your Days Will Be Blessed" que alcanzó el puesto 35 de las listas de éxitos y "Watching the Sun Come Up", que llegó al puesto 79. Tras la gira por el Reino Unido, Harcourt publicó su tercer disco, Strangers, en septiembre de 2004. El álbum llegó al número 57 de las listas británicas y al número 7 en las suecas. Se extrajeron los sencillos "This One's for You", "Born in the '70s", y "Loneliness."
Durante 2005, Harcourt interpretó algunos conciertos con un proyecto paralelo llamado Wild Boar. En agosto de 2005 publicó una recopilación de caras B y rarezas bajo el título de Elephant's Graveyard.
El cuarto álbum de Harcourt, The Beautiful Lie, fue publicado en junio de 2006, recibiendo una cálida acogida por parte de la crítica.  Allmusic publicó; "una aventura estimulante y con frecuencia magnífica, esencial para los viejos fans y un buen lugar de comienzo para los recién llegados." A pesar de las buenas críticas, el álbum no llegó a se un éxito en las listas británicas, alcanzando un modesto puesto 97. The Beautiful Lie fue coproducido por Jari Haapalainen, y contó con la colaboración de The Magic Numbers,  que cantan coros en "Revolution in the Heart".Graham Coxon, tocó la guitarra en "Visit from the Dead Dog y Gita, la esposa de Harcourt tocó el violín en "Braille." A principios de 2007 colaboró con el trompetista francés de jazz Erik Truffaz en Arkhangelsk. En octubre de ese mismo año publicó el álbum recopilatorio Until Tomorrow Then: The Best of Ed Harcourt.
Tras finalizar su contrato con Heavenly/EMI, Harcourt firmó con Dovecote Records para lanzar en Estados Unidos The Beautiful Lie, al mismo tiempo que publicaba el EP Russian Roulette en mayo de 2009. También en 2009, Harcourt compuso la música para la banda sonora original de la secuela de Donnie Darko, S. Darko. A comienzos de 2010, escribió la canción "Isabel" para Aldeas Infantiles SOS y el Fondo de Ayuda de Emergencia a Haití.
Su quinto álbum de estudio, Lustre, fue publicado el 14 de junio de 2010, fue el primer álbum publicado con su propio sello discográfico "Piano Wolf Recordings" (distribuido por Essential Music Marketing). Ed declaró en su blog oficial de MySpaces que grabó el álbum con el productor Ryan Hadlock en el Condado de Snohomish en el Estado de Washington
En 2013, Harcourt anunció en su perfil de Facebook el lanzamiento de dos nuevos álbumes, uno de los cuales había sido compuesto apenas en un mes y grabado por él mismo en seis horas.  El álbum llevó por título Back into The Woods y fue lanzado el 25 de febrero de 2013 via CCCLX, el nuevo sello discográfico de Sean Adams, fundador de "Drowned in Sound". En enero de 2014 vio la luz "Time of Dust", miniálbum de seis canciones, publicado también con CCCLX.
En 2013, Harcourt comenzó a trabajar con la artista pop británica Sophie Ellis-Bextor para quién produjo y coescribió su quinto álbum de estudio, Wanderlust.
En 2015, Harcourt prestó su voz para el tema "Villain" del álbum 8:58 de Paul Hartnoll.

## Directos

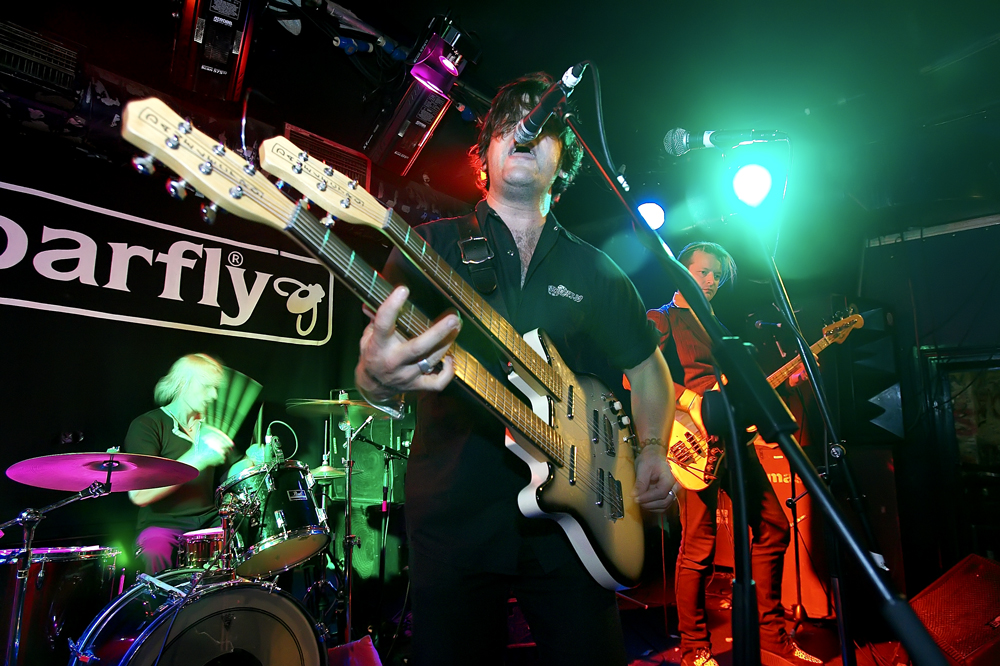
Ed Harcourt con Wild Boar en The Barfly Club, Camden, agosto de 2005.

Harcourt ha actuado como telonero de numerosas bandas de prestigio como R.E.M., Snow Patrol, Wilco, Beth Orton, The Divine Comedy, Supergrass, Norah Jones, Brian Jonestown Massacre y Neil Finn. Ha actuado también junto a bandas y artistas como Magnet, The Magic Numbers, The Tiny, Sondre Lerche, Regina Spektor, Leslie Feist, Patti Smith y Marianne Faithfull.

## Discografía
- Here Be Monsters (2001)
- From Every Sphere (2003)
- Strangers (2004)
- Elephant's Graveyard (álbum recopilatorio, 2005)
- The Beautiful Lie (2006)
- Until Tomorrow Then: The Best of Ed Harcourt (2007) recopilatorio
- Lustre (2010)
- Back into The Woods (2013)
- Time of Dust (2014)
- Furnaces (2016)
- Beyond the End (2018)
- Monochrome to Colour (2020)
- El Magnifico (2024)